# Браян Ангуло
Бра̀ян Алѐксис Ангу̀ло Лео̀н (на испански: Brayan Alexis Angulo León) е колумбийски футболист ляв защитник. Роден е на 2 ноември 1989 г. в град Кали, Колумбия. От 21 юни 2014 г. е състезател на Лудогорец (Разград). От 27 юни 2016 г. играе под наем в мексиканския ФК Чиапас.

## Кариера
Ангуло е юноша на колумбийския Америка де Кали. Като професионалист започва да играе в „Америка де Кали“ когато е на 17 години. Играл е в елитните португалски ФК Боавища и Леишоиш Спорт Клуб и елитните испански Депортиво Ла Коруня, Райо Валекано и Гранада КФ.

## „Лудогорец“
Дебютира за „Лудогорец“ на 19 юли 2014 г. в мач от първия кръг на А ПФГ в срещата Хасково-Лудогорец 1 – 0. Дебютира в шампионската лига на 30 юли 2014 г. в срещата „Лудогорец“-„Партизан“ (Белград) 0 – 0 като влиза като резерва в 47-ата минута. Отбелязва първият си гол за „Лудогорец“ на 28 юни 2015 г. в приятелската среща „Лудогорец“-„Краснодар“ 3 – 2. Дебютира за „Лудогорец 2" в Б ПФГ на 13 септември 2015 г. в срещата Нефтохимик (Бургас)-Лудогорец 1 – 2. Отбелязва първият си гол за „Лудогорец“ в мач от 1/16 финали от турнира за Купата на България на 23 септември 2015 г. в срещата ФК Локомотив 1929 (Мездра)-„Лудогорец“ 0 – 5.

## Национален отбор
Дебютира за националния отбор на Колумбия на 18 ноември 2014 г. като влиза резерва в 80-а минута при победата на Колумбия над Словения с 1 – 0.

## Успехи

### „Лудогорец“
- Шампион на България: 2014 – 2015, 2015 – 2016
- Суперкупа на България: 2014